# Kirker i Aalborg Amt
Aalborg Amt var et amt fra 1793 til 1970, hvor det blev sammenlagt med Hjørring Amt til Nordjyllands Amt. Fra 1. januar 2007 hedder det Region Nordjylland.
Aalborg Amt bestod af følgende Herreder:

## Fleskum Herred
- Dall Kirke
- Ferslev Kirke
- Gistrup Kirke
- Gudum Kirke
- Gudumholm Kirke i Gudumholm Sogn
- Gunderup Kirke
- Klarup Kirke
- Lillevorde Kirke
- Mou Kirke
- Dokkedal Kirke – Mou Sogn
- Nøvling Kirke
- Romdrup Kirke
- Sejlflod Kirke
- Storvorde Kirke
- Volsted Kirke
- Aalborg – Ansgars Kirke
- Aalborg – Budolfi Kirke
- Aalborg – Klosterkirken – Budolfi Sogn
- Aalborg – Hans Egede Kirke
- Aalborg – Margrethekirken
- Aalborg – Nørre Tranders Kirke
- Aalborg – Rørdal Kirke
- Aalborg – Sankt Markus Kirke
- Aalborg – Skalborg Kirke
- Aalborg – Sønder Tranders Kirke
- Aalborg – Gug Kirke -Sønder Tranders Sogn
- Aalborg – Vejgaard Kirke
- Aalborg – Lejbjerg Kirke – Vejgaard Sogn
- Aalborg – Vor Frelsers Kirke

## Gislum Herred
- Alstrup Kirke
- Binderup Kirke
- Durup Kirke
- Farsø Kirke
- Fovlum Kirke
- Gislum Kirke
- Grynderup Kirke
- Kongens Tisted Kirke
- Louns Kirke
- Rørbæk Kirke
- Stenild Kirke
- Strandby Kirke
- Svingelbjerg Kirke
- Ullits Kirke
- Vognsild Kirke

## Hellum Herred
- Blenstrup Kirke
- Bælum Kirke
- Fræer Kirke
- Gerding Kirke
- Komdrup Kirke
- Lyngby Kirke
- Nørre Kongerslev Kirke
- Siem Kirke
- Skibsted Kirke
- Skørping Kirke
- Skørping Nykirke i Skørping Sogn
- Solbjerg Kirke
- Store Brøndum Kirke
- Sønder Kongerslev Kirke
- Terndrup Kirke i Terndrup Sogn
- Torup Kirke

## Hindsted Herred
- Als Kirke
- Arden Kirke i Arden Sogn
- Astrup Kirke
- Døstrup Kirke
- Hadsund Kirke
- Hørby Kirke
- Oue Kirke
- Rold Kirke
- Rostrup Kirke
- Skelund Kirke
- Storarden Kirke
- Valsgaard Kirke
- Vebbestrup Kirke
- Visborg Kirke
- Vive Kirke
- Øls Kirke
- Øster Hurup Kirke i Øster Hurup Sogn

## Hornum Herred
- Bislev Kirke
- Støvring Kirke – Buderup Sogn
- Ellidshøj Kirke
- Frejlev Kirke
- Godthåb Kirke
- Gravlev Kirke
- Nibe Kirke
- Nørholm Kirke
- Suldrup Kirke
- Svenstrup Kirke
- Sønderholm Kirke
- Sønderup Kirke
- Sørup Kirke i Sørup Sogn
- Veggerby Kirke
- Vokslev Kirke
- Øster Hornum Kirke
- Aalborg – Hasseris Kirke
- Aarestrup Kirke

## Kær Herred
- Ajstrup Kirke
- Biersted Kirke
- Gåser Kirke i Gåser Sogn
- Hals Kirke
- Hammer Kirke
- Horsens Kirke
- Hou Kirke
- Hvorup Kirke
- Sulsted Kirke
- Ulsted Kirke
- Vadum Kirke
- Vester Hassing Kirke
- Vesterkær Kirke, på øen Egholm
- Vodskov Kirke
- Vor Frue Kirke i Vor Frue Sogn
- Øster Hassing Kirke
- Aaby Kirke
- Aalborg – Nørre Uttrup Kirke – Hvorup Sogn
- Aalborg – Lindholm Kirke
- Aalborg – Nørresundby Kirke

## Slet Herred
- Farstrup Kirke
- Gundersted Kirke
- Kornum Kirke
- Lundby Kirke
- Løgsted Kirke
- Løgstør Kirke
- Malle Kirke
- Næsborg Kirke
- Oudrup Kirke
- Ranum Kirke
- Sebber Kirke
- Skarp Salling Kirke (Salling Kirke)
- Store Ajstrup Kirke
- Vilsted Kirke
- Vindblæs Kirke

## Års Herred
- Blære Kirke
- Brorstrup Kirke
- Ejdrup Kirke
- Flejsborg Kirke
- Giver Kirke
- Havbro Kirke
- Haverslev Kirke
- Hyllebjerg Kirke
- Overlade Kirke
- Ravnkilde Kirke
- Skivum Kirke
- Ulstrup Kirke
- Vester Hornum Kirke
- Aars Kirke